# Cala (Südafrika)
Cala [kǀala] ist eine Stadt in der südafrikanischen Provinz Ostkap (Eastern Cape). Sie ist Verwaltungssitz der Lokalgemeinde Sakhisizwe und liegt im Distrikt Chris Hani.

## Geographie
2011 hatte Cala 14.520 Einwohner (Volkszählung). Die meisten Bewohner sprechen isiXhosa. Im Osten liegt ein rund 1630 Meter hoher Berg, der zu den Cala Mountains gehört. Westlich fließt der Tsomo River. Nahegelegene Städte sind Lady Frere 53 Kilometer südwestlich, Elliot 28 Kilometer nordöstlich und Ngcobo 35 Kilometer südöstlich. Auf der Straße Richtung Elliot liegt der Cala Pass.

## Geschichte
Cala war bis 1994 Teil des Homelands Transkei. Cala ist das isiXhosa-Wort für „anliegend“, für die Gebirgslandschaft, an der Cala liegt.

## Wirtschaft und Verkehr
Die Stadt liegt an der Fernstraße R410, die Cala mit Lady Frere und Elliot verbindet.

## Persönlichkeiten
- Wiseman Nkuhlu (* 1944), Bildungspolitiker und Manager, geboren in Cala
- Gwede Mantashe (* 1955), Gewerkschafter, geboren in Cala
- Ama Qamata  (* 1998), Schauspielerin, geboren in Cala